# 涇州
涇州（けいしゅう）は、中国にかつて存在した州。南北朝時代から民国初年にかけて、現在の甘粛省平涼市一帯に設置された。

## 魏晋南北朝時代
430年（神䴥3年）、北魏により設置された。涇州は安定郡・隴東郡・新平郡・趙平郡・平涼郡・平原郡の6郡17県を管轄した。

## 隋代
隋初には、涇州は4郡5県を管轄した。583年（開皇3年）、隋が郡制を廃すると、涇州の属郡は廃止された。607年（大業3年）に州が廃止されて郡が置かれると、涇州は安定郡と改称され、下部に７県を管轄した。隋代の行政区分に関しては下表を参照。
| 州 | 涇州   | 涇州   | 涇州   | 涇州          | 郡 | 安定郡                                           |
| 郡 | 安定郡 | 平涼郡 | 平原郡 | 安武郡        | 県 | 安定県 鶉觚県 陰盤県 朝那県 良原県 湫谷県 華亭県 |
| 県 | 安定県 | 鶉觚県 | 陰盤県 | 安武県 朝那県 | 県 | 安定県 鶉觚県 陰盤県 朝那県 良原県 湫谷県 華亭県 |

## 唐代
618年（武徳元年）、唐が薛仁杲を平定すると、安定郡は涇州と改められた。742年（天宝元年）、涇州は安定郡と改称された。756年（至徳元載）、安定郡は保定郡と改称されたが、安定県は保定県と改称された。758年（乾元元年）、保定郡は涇州の称にもどされた。涇州は関内道に属し、保定・霊台・良原・潘原・臨涇の5県を管轄した。

## 宋代
北宋のとき、涇州は秦鳳路に属し、保定・霊台・良原・長武の4県を管轄した。
金のとき、涇州は慶原路に属し、涇川・霊台・良原・長武の4県と官地寨と百里・邵寨の2鎮を管轄した。

## 元代
元のとき、涇州は陝西等処行中書省に属し、涇川・霊台の2県を管轄した。

## 明代以降
明のとき、涇州は平涼府に属し、霊台県1県を管轄した。
1777年（乾隆42年）、清により涇州は直隷州に昇格した。涇州直隷州は甘粛省に属し、崇信・鎮原・霊台の3県を管轄した。
1912年、中華民国により涇州直隷州は廃止され、涇県と改められた。